# Радомир Петкович
Радомир Петкович (серб. Радомир Петковић; нар. 26 листопада 1986) — сербський і азербайджанський борець греко-римського стилю, срібний призер чемпіонату Європи, сербський реслер.

## Життєпис
Боротьбою почав займатися з 2002 року.
Виступав за спортивний клуб «Партизан», Белград. Тренери — Боско Кецман і Джамшид Гайдарбаді.
З 2005 до 2010 року виступав за збірну Сербії. У її складі став віце-чемпіоном Європи 2010 року. У 2013 році змінив спортивне громадянство і почав виступи за збірну Азербайджану, однак особливих успіхів не досяг.
У квітні 2015 року був підписаний WWE у WWE NXT. Виступав у NXT під ім'ям «Король Костянтин». Однак у серпні наступного року WWE повідомила про розторгнення контракту із сербським спортсменом.

### Виступи на Чемпіонатах світу
| Змагання                        | Збірна | Вагова категорія                  | Місце |
| ------------------------------- | ------ | --------------------------------- | ----- |
| Чемпіонат світу з боротьби 2007 | Сербія | греко-римська боротьба, до 120 кг | 28    |
| Чемпіонат світу з боротьби 2009 | Сербія | греко-римська боротьба, до 120 кг | 26    |

### Виступи на Чемпіонатах Європи
| Змагання                         | Збірна               | Вагова категорія                  | Місце  |
| -------------------------------- | -------------------- | --------------------------------- | ------ |
| Чемпіонат Європи з боротьби 2006 | Сербія та Чорногорія | греко-римська боротьба, до 120 кг | 17     |
| Чемпіонат Європи з боротьби 2007 | Сербія               | греко-римська боротьба, до 120 кг | 18     |
| Чемпіонат Європи з боротьби 2008 | Сербія               | греко-римська боротьба, до 120 кг | 22     |
| Чемпіонат Європи з боротьби 2009 | Сербія               | греко-римська боротьба, до 120 кг | 9      |
| Чемпіонат Європи з боротьби 2010 | Сербія               | греко-римська боротьба, до 120 кг | Срібло |
| Чемпіонат Європи з боротьби 2013 | Азербайджан          | греко-римська боротьба, до 120 кг | 15     |

### Виступи на Кубках світу
| Змагання                    | Збірна      | Вагова категорія                  | Місце |
| --------------------------- | ----------- | --------------------------------- | ----- |
| Кубок світу з боротьби 2013 | Азербайджан | греко-римська боротьба, до 120 кг | 7     |

### Виступи на інших змаганнях
| Змагання                                                         | Збірна               | Вагова категорія                  | Місце  |
| ---------------------------------------------------------------- | -------------------- | --------------------------------- | ------ |
| Середземноморські ігри 2005                                      | Сербія та Чорногорія | греко-римська боротьба, до 96 кг  | Бронза |
| Турнір Дана Колова — Николи Петрова 2007                         | Сербія               | греко-римська боротьба, до 120 кг | 5      |
| Олімпійський кваліфікаційний турнір з боротьби 2008 (Роме-Остія) | Сербія               | греко-римська боротьба, до 120 кг | 8      |
| Олімпійський кваліфікаційний турнір з боротьби 2008 (Новий Сад)  | Сербія               | греко-римська боротьба, до 120 кг | 14     |
| Середземноморські ігри 2009                                      | Сербія               | греко-римська боротьба, до 120 кг | Бронза |
| Середземноморські ігри 2009                                      | Сербія               | вільна боротьба, до 120 кг        | Бронза |
| Золотий Гран-прі з боротьби 2010 (Сомбатгей)                     | Сербія               | греко-римська боротьба, до 120 кг | Срібло |
| Турнір Вехбі Емре 2013                                           | Азербайджан          | греко-римська боротьба, до 120 кг | 5      |

### Виступи на змаганнях молодших вікових груп
| Змагання                                       | Збірна               | Вагова категорія                  | Місце |
| ---------------------------------------------- | -------------------- | --------------------------------- | ----- |
| Чемпіонат Європи з боротьби серед юніорів 2004 | Сербія та Чорногорія | греко-римська боротьба, до 120 кг | 7     |
| Чемпіонат Європи з боротьби серед юніорів 2006 | Сербія та Чорногорія | греко-римська боротьба, до 120 кг | 12    |
| Чемпіонат світу з боротьби серед юніорів 2006  | Сербія та Чорногорія | греко-римська боротьба, до 120 кг | 5     |
| Чемпіонат Європи з боротьби серед кадетів 2003 | Сербія та Чорногорія | греко-римська боротьба, до 85 кг  | 15    |